# Gol iluminado
El gol iluminado es un histórico gol marcado en 1975 en la liga brasileña de fútbol por el defensor chileno Elías Figueroa.

## El partido
Ocurrió el 14 de diciembre de 1975, en el Estadio Gigante da Beira-Río. El equipo local, el Internacional de Porto Alegre, buscaba ser campeón brasileño por primera vez en su historia.
Corrían los once minutos del segundo tiempo y el volante Valdomiro conducía el balón, pero es derribado por un defensor del equipo rival: el Cruzeiro de Belo Horizonte. El juez Dulcidio Boschilia cobró tiro libre.
El resultado parcial era 0 a 0 y el cielo se encontraba completamente nublado.
Valdomiro sirve la falta, desde la derecha. La pelota se eleva buscando el centro del área, por donde entra el defensor central chileno  Elías Figueroa. Al mismo tiempo, un inesperado rayo de sol se deja caer en el sitio exacto en que Figueroa se eleva, más alto que los defensores del Cruzeiro, y con un potente «cabezazo» manda la pelota a la red. Explosión en la torcida colorada y delirio total en el Beira-Río. Es el único gol del partido y el Inter es campeón.

## Documentación
Todos los videos y las fotografías mostraron claramente cómo, en aquella oscura tarde, el cabezazo goleador de Figueroa era enfocado por un potente rayo de luz proveniente desde el cielo. Desde aquel día esa jugada sería inmortalizada como el mítico "Gol Iluminado".
La leyenda cuenta que, a partir de ese día, en Porto Alegre, varias mujeres hinchas iban a su casa para que el futbolista tocara a sus hijos enfermos y sanara sus dolencias con su "don milagroso".

## Premios
Además, a fines de 1975, Elías Figueroa recibía por segunda vez consecutiva el premio al Mejor Futbolista de América.